# 仏花
仏花（ぶっか）とは、仏壇や、墓参りの際に供える花。
花を供えることは仏教の実践徳目である波羅蜜の忍辱に通じ、自然界の厳しい環境に耐えてようやく咲く姿、もしくは供えられた後も耐え忍んで咲き続ける姿から、人間の仏に対する修行（忍辱）の誓いとして花を活けるとされる。仏具においても三具足の一つに花立があるなど、仏教における花の重要度は高い。

## 日本の場合

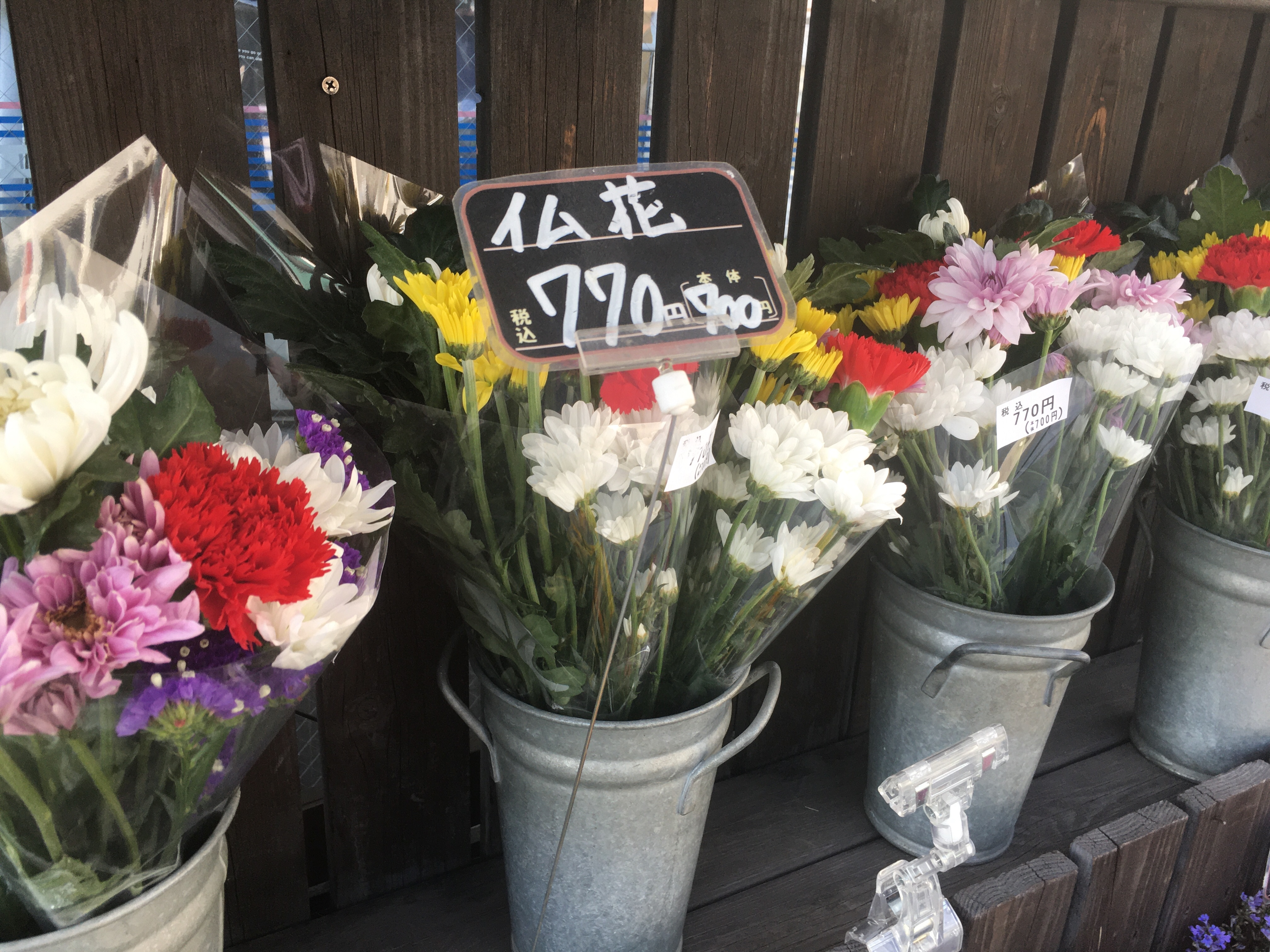
日本の仏花

一般論として、アザミやバラのように刺のあるものは不可であるとされ、香りが強いものは不向きであるとされる。また、葬儀後の中陰までは、白色一色にすべきなどの説があるが、すべて特に根拠はなく、供える者の気持ちと供えられる遺族側の理解が大事であるという。
生け花などの装飾用の切り花に比べ、茎の長さはそれほど必要なく、数は3、5、7本と奇数を一対とし、形は神事の榊のように菱形に整えて供するのが最も一般的である。

## 使用される品種
よく使用される品種としては、キク（輪菊・小菊・洋菊）、カーネーション、ヒャクニチソウ、ストック、キンギョソウなどが挙げられるほか、季節により、春はアイリス、キンセンカ、夏はリンドウ、グラジオラス、ケイトウなどが加わる。また、お盆には特にミソハギやホオズキが使用される。最近では、花粉の少ない品種が好まれる傾向がある。